# Copa das Confederações FIFA de 2017 – Fase final
A fase final da Copa das Confederações FIFA de 2017, décima edição desta competição organizada quadrienalmente pela Federação Internacional de Futebol (FIFA), reunirá equipes que terminarem a fase de grupos na primeira ou segunda posição de seu grupo. Os jogos serão realizados em quatro cidades russas. Em caso de empate no término do tempo regulamentar, será aplicada uma prorrogação de 30 minutos. Caso persista o empate, a decisão será através da disputa por pênaltis.

## Equipes
| #       | Primeiros colocados | Segundos colocados |
| ------- | ------------------- | ------------------ |
| Grupo A | Portugal            | México             |
| Grupo B | Alemanha            | Chile              |

## Chaveamento
|  | Semifinais          | Semifinais |                              |   | Final | Final |
|  |                     |            |                              |   |       |       |
|  | 28 de junho – Cazã  |            |                              |   |       |       |
|  |                     |            |                              |   |       |       |
|  | Portugal (p)        | 0 (0)      |                              |   |       |       |
|  | Portugal (p)        | 0 (0)      | 2 de julho – São Petersburgo |   |       |       |
|  | Chile               | 0 (3)      |                              |   |       |       |
|  | Chile               | 0 (3)      | Chile                        | 0 |       |       |
|  | 28 de junho – Sóchi |            | Chile                        | 0 |       |       |
|  |                     | Alemanha   | 1                            |   |       |       |
|  | Alemanha            | Alemanha   | 1                            | 4 |       |       |
|  | Alemanha            |            |                              | 4 |       |       |
|  | México              | 1          |                              |   |       |       |
|  | México              | 1          | Disputa pelo terceiro lugar  |   |       |       |
|  |                     |            |                              |   |       |       |
|  | 2 de julho – Moscou |            |                              |   |       |       |
|  |                     |            |                              |   |       |       |
|  | Portugal (pro)      | 2          |                              |   |       |       |
|  | Portugal (pro)      | 2          |                              |   |       |       |
|  | México              | 1          |                              |   |       |       |

## Jogos

### Semifinais

#### Portugal vs Chile
| 28 de junho | Portugal | 0 – 0 (pro) | Chile | Arena Kazan, Cazã                            |
| 21:00       |          | Relatório   |       | Público: 40 855 Árbitro: IRN Alireza Faghani |

|                             |       | Penalidades            |  |
| Quaresma João Moutinho Nani | 0 – 3 | Vidal Aránguiz Sánchez |  |

| Cores do Time · Cores do Time · Cores do Time · Cores do Time · Cores do Time | Portugal | Chile | Cores do Time · Cores do Time · Cores do Time · Cores do Time · Cores do Time |

| Melhor em campo: Claudio Bravo Bandeirinhas: IRN Reza Sokhandan IRN Mohammadreza Mansouri Quarto árbitro: KSA Fahad Al-Mirdasi Árbitros de vídeo: UZB Ravshan Irmatov USA Jair Marrufo KSA Abdullah Al-Shalawi |

#### Alemanha vs México
| 29 de junho | Alemanha                                    | 4 – 1     | México     | Estádio Olímpico de Fisht, Sóchi           |
| 21:00       | Goretzka 6', 8' · Werner 59' · Younes 90+1' | Relatório | Fabián 89' | Público: 37 923 Árbitro: ARG Néstor Pitana |

| Cores do Time · Cores do Time · Cores do Time · Cores do Time · Cores do Time | Alemanha | Mexico | Cores do Time · Cores do Time · Cores do Time · Cores do Time · Cores do Time |

| Melhor em campo: Leon Goretzka Bandeirinhas: ARG Hernan Maidana ARG Juan Pablo Belatti Quarto árbitro: ITA Gianluca Rocchi Árbitros de vídeo: BRA Sandro Ricci POR Artur Soares Dias ITA Elenito Di Liberatore |

### Disputa pelo terceiro lugar
| 2 de julho | Portugal                             | 2 – 1 (pro) | México               | Arena Otkrytie, Moscou                        |
| 15:00      | Pepe 90+1' · Adrien Silva 104' (pen) |             | 54' (g.c.) Luís Neto | Público: 42 659 Árbitro: KSA Fahad Al-Mirdasi |

| Cores do Time · Cores do Time · Cores do Time · Cores do Time · Cores do Time | Portugal | México | Cores do Time · Cores do Time · Cores do Time · Cores do Time · Cores do Time |

| Melhor em campo: Guillermo Ochoa Bandeirinhas: KSA Abdulah Alshalwai KSA Mohammed Al Abakry Quarto árbitro: GAM Bakary Gassama Árbitros de vídeo: BRA Sandro Ricci PAR Enrique Cáceres BDI Jean Claude Birumushahu |

### Final
| 2 de julho | Chile | 0 – 1     | Alemanha   | Estádio Krestovsky, São Petersburgo        |
| 21:00      |       | Relatório | Stindl 20' | Público: 57 268 Árbitro: SRB Milorad Mažić |

| Cores do Time · Cores do Time · Cores do Time · Cores do Time · Cores do Time | Chile | Alemanha | Cores do Time · Cores do Time · Cores do Time · Cores do Time · Cores do Time |

| Melhor em campo: Marc-André ter Stegen Bandeirinhas: SRB Milovan Ristic SRB Dalibor Djurdjevic Quarto árbitro: SVN Damir Skomina Árbitros de vídeo: FRA Clément Turpin POR Artur Soares Dias SVN Jure Praprotnik |